# Junghuhnia crustacea
Junghuhnia crustacea är en svampart som först beskrevs av Franz Wilhelm Junghuhn, och fick sitt nu gällande namn av Leif Ryvarden 1972. Junghuhnia crustacea ingår i släktet Junghuhnia och familjen Meruliaceae.   Inga underarter finns listade i Catalogue of Life.